# Carl Buettner
Carl Buettner, pseudonimo di Carl von Büttner (26 maggio 1903 – gennaio 1965), è stato un fumettista statunitense.
Fu uno dei primi artisti USA a lavorare nei comic books disneyani.
Di origine tedesca, nasce in località incerta, probabilmente a Minneapolis, nel Minnesota. Comunque è qui che compie i suoi studi artistici, divenendo, a poco più di vent'anni direttore della Federal School of Art, una scuola per corrispondenza.

## Vita da cartoonist
Dalla fine degli anni venti alla prima metà degli anni trenta collabora come vignettista per la rivista Captain Billy's Whiz Bang di Robbinsdale, sobborgo di Minneapolis, per Wilford Fawcett, futuro editore dell'omonima casa editrice.
Nel 1935, quindi, Buettner si trasferisce in California per lavorare, per tre anni, presso lo Studio Disney, allora ad Hollywood: sicuramente collaborò come animatore, ma tutta la documentazione sulla sua attività risulta andata completamente persa.
Nel 1938 passa allo studio Harman&Ising, che realizza cortometraggi per la MGM: alla fine dello stesso anno Edgar Bergen, ventriloquo di fama, lo contatta per commissionargli la realizzazione di una serie a fumetti dedicata ai suoi due pupazzi, Charlie McCarthy e Mortimer Snerd. La serie, che appare sui quotidiani in forma di strisce giornaliere e come tavola domenicale, si avvale della collaborazione di Buettner e di Chase Craig, ex animatore originario del Texas, per un periodo incluso tra il 1939 e la metà del 1940.
Dopo questa esperienza Carl torna a collaborare per la MGM, cui affianca anche alcuni lavori per la Cartoon Films.

## Direttore artistico
Nel 1941 la Western Printing apre una nuova sede in quel di Los Angeles cui, l'anno dopo, si presenterà Craig, che ha appena concluso il suo anno di leva in marina. Sarà proprio Craig, assunto come sceneggiatore, a suggerire alla Western di provare l'amico Buettner. All'epoca ha un'età di trentasette anni e sarà in un certo senso questa età, con il suo carico di esperienza e la sua abilità, a convincere Robert Callender, manager, e Eleanor Packer, direttore editoriale, ad assumete il cartoonist come direttore artistico.
Questo suo lavoro, che durerà per cinque anni, gli consentirà di supervisionare moltissimi albi e soprattutto di lavorare a stretto contatto con artisti come Carl Barks, Roger Armstrong, Paul Murry, Vivie Risto.
Come supervisore Buettner si dimostra molto puntiglioso: impone agli artisti una dimostrazione, una prima visione da presentare allo staff editoriale al completo. Generalmente ogni errore o imperfezione veniva rimarcata ad alta voce da Buettner e nemmeno Carl Barks riesce a rimanere indenne dall'occhio vigile di Buettner.
C'è da notare, comunque, che ogni dimostrazione del Maestro dell'Oregon era un vero e proprio evento, qualcosa di unico cui poter dire io c'ero, ma nel caso della famosa Porky of the Mounties, del 1944, Buettner stesso ridisegna tutte le teste di Bugs Bunny. L'anno seguente, infine, ridisegna la sequenza finale di Paperino e l'incendiario, ritenendo il finale barksiano troppo duro: Paperino, infatti, finiva in prigione condannato per gli incendi causati, mentre nella versione buettneriana si sveglia nel suo letto come se tutta l'avventura da lui vissuta fosse solo un incubo.

## Comic Book
All'attività di supervisore affianca anche quella di copertinista e, sotto il periodo bellico, anche di disegnatore, realizzando moltissime storie per le pubblicazioni Western.
Si occupa poi di moltissimi personaggi, alcuni dei quali lanciati proprio da lui: Lupetto (figlio di Ezechiele Lupo, nel 1945 e che curerà fino all'aprile del 1946), Buci (tra il 1944 e il 1946), i Sette Nani (tra il 1944 e il 1945), Pinocchio (tra il 1945 e il 1946). Sua, poi, la riduzioni a fumetti di Pierino e il Lupo (1946).
Memorabile, poi, I Tre Caballeros, storia con José Carioca, Panchito e Paperino che anticipa di oltre un mese la prima mondiale di Città del Messico dell'omonimo film animato.
Si occupa, poi, anche di altri personaggi non-Disney: la banda della Warner (Bugs Bunny, del quale realizza tra il 1944 e il 1947 le tavole settimanali, Porky Pig, Taddeo, ...) che compare su Looney Tunes and Merry Melodies e su Our Gang i personaggi della MGM.

## Libri illustrati
Nel 1947 Buettner lascia l'incarico di direttore artistico (gli succede Tom McKimson) per dedicarsi, a parte qualche occasionale copertina, ai libri per ragazzi, dei quali spesso scrive anche i testi, come ad esempio Paperino occhio di lince (Donald Duck Private Eye).
Nella prima metà degli anni sessanta realizza per The Golden Magazine una serie di tavole che insegnano a disegnare: sarà il suo ultimo lavoro prima della morte avvenuta nel gennaio 1965.